# Troutdale (Virgínia)
Troutdale é uma cidade  localizada no estado norte-americano de Virginia, no Condado de Grayson.

## Demografia
Segundo o censo norte-americano de 2000, a sua população era de 1230 habitantes.
Em 2006, foi estimada uma população de 184, um decréscimo de 1046 (-85.0%).

## Geografia
De acordo com o United States Census Bureau tem uma área de
8,1 km², dos quais 8,1 km² cobertos por terra e 0,0 km² cobertos por água.

## Localidades na vizinhança
O diagrama seguinte representa as localidades num raio de 24 km ao redor de Troutdale.